# Есквайр
Есквайр, сквайр (англ. esquire, від лат. scutarius — щитоносець) — почесний титул у Великій Британії. Початково, в ранньому середньовіччі, цим титулом нагороджувався зброєносець лицаря, а згодом надавався чиновникам, що обіймали посади, пов’язані з довірою уряду. Термін «есквайр» часто застосовують як аристократичний титул, що є вищим за «джентльмена». У США як додаток, що стоїть після імені, використовують у звертанні до дипломованих повірених (англ. Attorney).
Спочатку титул есквайр носили всі аристократи, що володіли власним гербом, але не мали титулу пера, баронета або лицаря, тобто уся широка верства англійського джентрі. Недворяни могли отримати титул особливою королівською грамотою, після чого він передавався у спадок. Отож приставка есквайр здебільшого свідчила про те, що іншого значущого титулу у його власника немає.
Титул практично не використовують у звертанні до особи, а лише у випадку згадування у третій особі і в написанні.